# Пітер Стоурі
Пітер Стоурі (англ. Peter Storey; нар. 7 вересня 1945, Фарнгем) — англійський футболіст, що грав на позиції захисника.
Виступав, зокрема, за клуб «Арсенал», а також національну збірну Англії.
Чемпіон Англії. Володар Кубка Англії з футболу. Володар Кубка ярмарків. 

## Клубна кар'єра
У дорослому футболі дебютував 1965 року виступами за команду «Арсенал», у якій провів дванадцять сезонів, взявши участь у 391 матчі чемпіонату. Більшість часу, проведеного у складі лондонського «Арсенала», був основним гравцем захисту команди. За цей час виборов титул чемпіона Англії, ставав володарем Кубка Англії з футболу, володарем Кубка ярмарків.
Завершив ігрову кар'єру у команді «Фулгем», за яку виступав протягом 1977—1978 років.

## Виступи за збірну
У 1971 році дебютував в офіційних матчах у складі національної збірної Англії.
Загалом протягом кар'єри в національній команді, яка тривала 3 роки, провів у її формі 19 матчів.

## Титули і досягнення
- Чемпіон Англії (1):

«Арсенал»: 1970-1971
- Володар Кубка Англії з футболу (1):

«Арсенал»: 1970-1971
- Володар Кубка ярмарків (1):

«Арсенал»: 1969-1970